# Eurotium chevalieri
Eurotium chevalieri är en svampart som beskrevs av L. Mangin 1910. Eurotium chevalieri ingår i släktet Eurotium och familjen Trichocomaceae.   Inga underarter finns listade i Catalogue of Life.